# Désiré Doué
Désiré Doué (en francés /de.zi.ʁe du.e/; Angers, 3 de junio de 2005) es un futbolista francés que juega de delantero en el Paris Saint-Germain F. C. de la Ligue 1 de Francia.

## Trayectoria
Formado en las inferiores del Stade Rennes F. C., debutó con el primer equipo del club el 7 de agosto de 2022 en la derrota por la mínima ante el F. C. Lorient por la Ligue 1. Anotó su primer gol como profesional el 31 de agosto en la victoria por 3-1 sobre el Stade Brestois. En dos años en el conjunto bretón marcó ocho goles en 76 partidos antes de ser traspasado al Paris Saint-Germain F. C. en agosto de 2024.
En su primera temporada en París ayudó al equipo a conseguir la primera Liga de Campeones de la UEFA de su historia después de marcar dos goles y dar una asistencia en la final contra el Inter de Milán, encuentro del que fue elegido mejor jugador. Gracias a esta actuación y su rendimiento a lo largo de la fase eliminatoria, fue nombrado jugador joven de la temporada de la competición, destacando como una de las revelaciones del torneo.
La temporada terminó con la participación en el Mundial de Clubes 2025, en el que el Paris Saint-Germain alcanzó la final pero fue derrotado 3-0 por el Chelsea F. C. Pese al resultado, fue nombrado mejor jugador joven del torneo por su rendimiento durante la competición.

## Selección nacional
Doué fue internacional juvenil por Francia, formando parte del equipo campeón del Campeonato Europeo Sub-17 de la UEFA 2022.
Su convocatoria para la selección de fútbol sub-20 estuvo siendo considerada para la Copa Mundial de 2023, pero el Stade Rennes F. C. se negó a dejarle ir.
El 3 de junio de 2024, Thierry Henry lo seleccionó de una lista previa de 25 jugadores para competir en los Juegos Olímpicos de 2024 en París antes de convocarlo a la lista definitiva de 18 jugadores el 8 de julio. El 30 de julio, marcó su primer gol en el último partido del grupo entre Francia y la selección olímpica de Nueva Zelanda.
El 23 de marzo de 2025 hizo su debut con la selección absoluta en el partido de vuelta de los cuartos de final de la Liga de Naciones de la UEFA 2024-25 en el que Francia logró la clasificación para la fase final tras derrotar en la tanda de penaltis a Croacia.

## Estadísticas
Actualizado al último partido disputado el 17 de agosto de 2025.
| Club                              | Div.          | Temporada     | Liga  | Liga  | Copas nacionales | Copas nacionales | Copas internacionales | Copas internacionales | Total | Total |
| Club                              | Div.          | Temporada     | Part. | Goles | Part.            | Goles            | Part.                 | Goles                 | Part. | Goles |
| --------------------------------- | ------------- | ------------- | ----- | ----- | ---------------- | ---------------- | --------------------- | --------------------- | ----- | ----- |
| Stade Rennes F. C. "II" Francia   | 5.ª           | 2021-22       | 10    | 1     | ―                | ―                | ―                     | ―                     | 10    | 1     |
| Stade Rennes F. C. Francia        | 1.ª           | 2022-23       | 26    | 3     | 1                | 0                | 7                     | 1                     | 34    | 4     |
| Stade Rennes F. C. Francia        | 1.ª           | 2023-24       | 31    | 4     | 5                | 0                | 6                     | 0                     | 42    | 4     |
| Stade Rennes F. C. Francia        | Total club    | Total club    | 57    | 7     | 6                | 0                | 13                    | 1                     | 76    | 8     |
| Stade Rennes F. C. "II" Francia   | 5.ª           | 2023-24       | 1     | 0     | ―                | ―                | ―                     | ―                     | 1     | 0     |
| Stade Rennes F. C. "II" Francia   | Total club    | Total club    | 11    | 1     | 0                | 0                | 0                     | 0                     | 11    | 1     |
| Paris Saint-Germain F. C. Francia | 1.ª           | 2024-25       | 31    | 6     | 7                | 4                | 23                    | 6                     | 61    | 16    |
| Paris Saint-Germain F. C. Francia | 1.ª           | 2025-26       | 1     | 0     | 0                | 0                | 1                     | 0                     | 2     | 0     |
| Paris Saint-Germain F. C. Francia | Total club    | Total club    | 32    | 6     | 7                | 4                | 24                    | 6                     | 63    | 16    |
| Total carrera                     | Total carrera | Total carrera | 100   | 14    | 13               | 4                | 37                    | 7                     | 150   | 25    |
| 1. 2.                             |               |               |       |       |                  |                  |                       |                       |       |       |

## Palmarés

### Títulos nacionales
| Título               | Club                      | País    | Año     |
| -------------------- | ------------------------- | ------- | ------- |
| Supercopa de Francia | Paris Saint-Germain F. C. | Francia | 2024    |
| Ligue 1              | Paris Saint-Germain F. C. | Francia | 2024-25 |
| Copa de Francia      | Paris Saint-Germain F. C. | Francia | 2024-25 |

### Títulos internacionales
| Título                       | Equipo                        | Sede   | Año     |
| ---------------------------- | ----------------------------- | ------ | ------- |
| Campeonato Europeo Sub-17    | Francia sub-17                | Israel | 2022    |
| Juegos Olímpicos             | Selección olímpica de Francia | París  | 2024    |
| Liga de Campeones de la UEFA | Paris Saint-Germain F. C.     | Múnich | 2024-25 |
| Supercopa de la UEFA         | Paris Saint-Germain F. C.     | Údine  | 2025    |

### Distinciones individuales
| Distinción                                                             | Año  |
| ---------------------------------------------------------------------- | ---- |
| Mejor jugador de la final de la Liga de Campeones de la UEFA           | 2025 |
| Mejor jugador joven de la Liga de Campeones de la UEFA                 | 2025 |
| MVP contra el Bayern de Múnich en la Copa Mundial de Clubes de la FIFA | 2025 |
| Mejor jugador joven de la Copa Mundial de Clubes de la FIFA            | 2025 |

## Vida personal
Nacido en Angers, Maine y Loira (Francia), Doué es descendiente marfileño y es hermano del también jugador del Stade Rennes F. C., Guéla Doué. Su primo Yann Gboho también es futbolista profesional.